# Erythrogonia melichari
Erythrogonia melichari är en insektsart som beskrevs av Schmidt 1928. Erythrogonia melichari ingår i släktet Erythrogonia och familjen dvärgstritar. Inga underarter finns listade i Catalogue of Life.